# Jahrhundert
Als Jahrhundert (abgekürzt Jh.) (auch: Zentennium, Centennium, oder Hektode von ἑκατόν hekatón „hundert“) bezeichnet man die Zeitspanne von einhundert Jahren. Zehn Jahrhunderte bilden ein Jahrtausend.

## Definition
Ein Jahrhundert beginnt mit dem 1. Januar des Jahres 1 und endet mit dem 31. Dezember des Jahres 100. Es wird benannt nach den Hunderter-Ziffern des letzten Jahres. Somit umfasste z. B. das 20. Jahrhundert die Jahre von 1901 bis 2000.
| Zeitraum  | Jahrhundert     |
| --------- | --------------- |
| 2001–2100 | 21. Jahrhundert |
| 1901–2000 | 20. Jahrhundert |
| 1801–1900 | 19. Jahrhundert |
| 1701–1800 | 18. Jahrhundert |

Nach der christlichen Zeitrechnung, die mit dem Jahr „1“ beginnt, umfasst ein Jahrhundert immer die hundert Jahre, die mit dem entsprechenden vollen Jahr enden. Das letzte Jahr eines Jahrhunderts bezeichnet man auch als Säkularjahr, dessen Jahreszahl durch 100 teilbar ist.
Beispiel: das 20. Jahrhundert umfasst die Jahre von 1901 bis 2000.

## Missverständnisse
Zur Benennung der Jahrhunderte gibt es immer wieder Missverständnisse und Meinungsverschiedenheiten:

„Zwar streiten sich die Leut’ herum, ob das neue Jahrhundert am gestrigen Neujahr begonnen hat oder am nächsten Neujahr beginnen wird; Gelehrte, Schriftsteller, Dichter und Denker setzen den Kampf um den Anfang des Jahrhunderts fort; aber von Staats wegen ist ebenso wie durch die Kirchenbehörden verfügt worden, dass der Beginn des neuen Jahrhunderts unserer Zeitrechnung am 1. Januar 1900 gefeiert werde, und deshalb ist die Jahrhundertwende allenthalben im Deutschen Reich festlich begangen worden mit Reden und Glückwünschen unter dem Geläut der Glocken und dem Donner der Geschütze.“

Auch bei der Versammlung der „Brandenburgia“, Gesellschaft für Heimatkunde der Provinz Brandenburg zu Berlin, wurde auf korrekte Zählung geachtet:

„Vor Beginn der Vorträge legte der Vorsitzende, Geh. Regierungsrat Friedel, verschiedene Jahrgänge der Vossischen und der Spenerschen Zeitung aus den Jahren 1800 und 1801 vor, um zu zeigen, dass der Anfang des 19. Jahrhunderts im Jahre 1801 gefeiert worden ist, dass also, da der Jahrhundertanfang diesmal offiziell auf das Jahr 1900 festgesetzt ist, vom 19. Jahrhundert erst 99 Jahre verstrichen sind.“

## Jahr 2000
In der Nacht vom 31. Dezember 1999 auf den 1. Januar 2000 wurde weltweit mit einer riesigen Millenniumsfeier das neue „Jahrtausend“ gefeiert. Richtig hätte die Feier aber eigentlich erst 1 Jahr später stattfinden dürfen, also in der Nacht vom 31. Dezember 2000 auf den 1. Januar 2001.
Für den Übergang vom 31. Dezember 1999 auf den 1. Januar 2000 war auch eine größere Katastrophe bei der elektronischen Datenverarbeitung mit massiven Auswirkungen auf das öffentliche Leben und die Wirtschaft befürchtet und vorhergesagt worden. Mit „Jahr-2000-Problem“ oder „Y2K-Bug“ erhielt das Katastrophenszenario einen eigenen Namen. Die zur Vorbeugung aufgewendeten Maßnahmen beliefen sich schätzungsweise auf „bis zu 600 Milliarden US-Dollar“. Die befürchteten Schäden sind aber weitgehend nicht eingetreten.

## Begriff
Jahrhundert ist der deutsche Begriff für das lateinische Centennium (auch: deutsch Zentennium oder Hektode von griechisch ἑκατόν hekatón „hundert“).

## Alle Jahrhunderte in der Wikipedia
Zu den Jahrhunderten existiert in der Wikipedia eine Artikelserie vom 52. Jahrhundert v. Chr. bis zum 22. Jahrhundert.
| n. Chr. | Jahrtausende   | → Jahrhunderte → | → Jahrhunderte → | → Jahrhunderte → | → Jahrhunderte → | → Jahrhunderte → | → Jahrhunderte → | → Jahrhunderte → | → Jahrhunderte → | → Jahrhunderte → | → Jahrhunderte → |
| ------- | -------------- | ---------------- | ---------------- | ---------------- | ---------------- | ---------------- | ---------------- | ---------------- | ---------------- | ---------------- | ---------------- |
| n. Chr. | 3. (2001–3000) | 21. Jh.          | 22. Jh.          |                  |                  |                  |                  |                  |                  |                  |                  |
| n. Chr. | 2. (1001–2000) | 11. Jh.          | 12. Jh.          | 13. Jh.          | 14. Jh.          | 15. Jh.          | 16. Jh.          | 17. Jh.          | 18. Jh.          | 19. Jh.          | 20. Jh.          |
| n. Chr. | 1. (0001–1000) | 01. Jh.          | 02. Jh.          | 03. Jh.          | 04. Jh.          | 05. Jh.          | 06. Jh.          | 07. Jh.          | 08. Jh.          | 09. Jh.          | 10. Jh.          |
| v. Chr. | Jahrtausende   | ← Jahrhunderte ← | ← Jahrhunderte ← | ← Jahrhunderte ← | ← Jahrhunderte ← | ← Jahrhunderte ← | ← Jahrhunderte ← | ← Jahrhunderte ← | ← Jahrhunderte ← | ← Jahrhunderte ← | ← Jahrhunderte ← |
| v. Chr. | 1. (1000–0001) | 10. Jh.          | 09. Jh.          | 08. Jh.          | 07. Jh.          | 06. Jh.          | 05. Jh.          | 04. Jh.          | 03. Jh.          | 02. Jh.          | 01. Jh.          |
| v. Chr. | 2. (2000–1001) | 20. Jh.          | 19. Jh.          | 18. Jh.          | 17. Jh.          | 16. Jh.          | 15. Jh.          | 14. Jh.          | 13. Jh.          | 12. Jh.          | 11. Jh.          |
| v. Chr. | 3. (3000–2001) | 30. Jh.          | 29. Jh.          | 28. Jh.          | 27. Jh.          | 26. Jh.          | 25. Jh.          | 24. Jh.          | 23. Jh.          | 22. Jh.          | 21. Jh.          |
| v. Chr. | 4. (4000–3001) | 40. Jh.          | 39. Jh.          | 38. Jh.          | 37. Jh.          | 36. Jh.          | 35. Jh.          | 34. Jh.          | 33. Jh.          | 32. Jh.          | 31. Jh.          |
| v. Chr. | 5. (5000–4001) | 50. Jh.          | 49. Jh.          | 48. Jh.          | 47. Jh.          | 46. Jh.          | 45. Jh.          | 44. Jh.          | 43. Jh.          | 42. Jh.          | 41. Jh.          |
| v. Chr. | 6. (6000–5001) |                  |                  |                  |                  |                  |                  |                  |                  | 52. Jh.          | 51. Jh.          |

## Besonderheit im Italienischen
Im Italienischen ist bei Jahrhundertangaben des zweiten Jahrtausends ab dem 13. Jahrhundert zu beachten, dass das Jahrhundert nicht immer mit der Ordinalzahl (Ordnungszahl) angegeben wird, sondern mit der betreffenden Kardinalzahl (Grundzahl) unter Weglassung des Jahrtausends.
Beispiele:
- il Duecento (1201–1300) „das 13. Jahrhundert“,
- il Trecento (1301–1400) „das 14. Jahrhundert“,
- il Quattrocento (1401–1500) „das 15. Jahrhundert“,
- il Cinquecento (1501–1600) „das 16. Jahrhundert“,
- il Seicento (1601–1700) „das 17. Jahrhundert“,
- il Settecento (1701–1800) „das 18. Jahrhundert“,
- l' Ottocento (1801–1900) „das 19. Jahrhundert“,
- il Novecento (1901–2000) „das 20. Jahrhundert“.

Diese Zählung wird vor allem in der Kunstgeschichte und Literaturgeschichte verwendet. Daneben existiert die Angabe der Jahrhunderte mit den Ordnungszahlen: l'undicesimo secolo „das 11. Jahrhundert“, il quindicesimo secolo (Abkürzung: il XV secolo), „das 15. Jahrhundert“.

## Sprachgebrauch
Als Determinans wird das Wort Jahrhundert verwendet, um ein besonderes Ereignis zu kennzeichnen, das wesentlich über das normale oder über den statistischen Mittelwert hinausragt, zum Beispiel: ein Jahrhunderthochwasser, ein Jahrhundertsommer, ein Jahrhundertereignis.

## Verwandte Themen
- Jahreskalender – Übersicht über alle dokumentierten Jahrzehnte, Jahrhunderte und Jahrtausende
- Jahrestag – Wiederkehrender Gedenktag
- Jahrwoche – Biblischer Zeitraum

- Liste aller Wikipedia-Artikel, deren Titel mit Jahrhundert beginnt
- Liste aller Wikipedia-Artikel, deren Titel Jahrhundert enthält